# UMT Timișoara
UM Timișoara war ein rumänischer Fußballverein aus Timișoara, Kreis Timiș. Er spielte in der Saison 2001/02 in der höchsten rumänischen Fußballliga, der Divizia A, und stand im Viertelfinale des rumänischen Pokals 1999.

## Geschichte
UM Timișoara wurde im Jahr 1960 als Fußballverein des Maschinenbauunternehmens Uzinele Mecanice Timișoara gegründet. Der Verein spielte zunächst in den regionalen Ligen des Kreises Timiș, ehe ihm im Jahr 1967 erstmals der Aufstieg in die dritte rumänische Fußballliga, die Divizia C (heute Liga III), gelang. UMT zählte bereits in der ersten Saison zu den Spitzenteams der Liga und schaffte im Jahr 1970 erneut den Aufstieg. Eine Stufe höher – in der Divizia B (heute Liga II) – konnte sich der Verein nicht halten und stieg ein Jahr später bereits wieder ab.
Es dauerte nur zwei Jahre, ehe UMT erneut in die Divizia B zurückkehrte: Nachdem 1972 der Wiederaufstieg knapp verpasst worden war, profitierte der Klub im Jahr 1973 davon, dass die Divizia B von zwei auf drei Staffeln erweitert wurde. In der Divizia B trat UMT in der Staffel III an, die den Westen des Landes umfasste. Die erste Saison beendete der Verein auf dem dritten Platz, die nachfolgenden Spielzeiten im gesicherten Mittelfeld. In der Saison 1980/81 rutschte UMT erstmals in die Abstiegszone und platzierte sich im folgenden Jahr erneut im Mittelfeld, ehe der Verein im Jahr 1983 wieder den Gang in die Divizia C antreten musste.
In der ersten Saison nach dem Abstieg fand sich UMT zwar auf dem zweiten Platz hinter Aufsteiger Mureșul Deva ein, entkam aber mit einem Vorsprung von zwei Punkten nur knapp dem Abstieg. In den folgenden beiden Jahren landete der Verein im gesicherten Mittelfeld, ehe er sowohl in der Saison 1986/87 als auch 1987/88 bis zum letzten Spieltag um den Klassenerhalt kämpfen musste. Ab 1988 ging die Entwicklung von UMT wieder nach oben. Nach zwei vierten Plätzen schaffte der Klub im Jahr 1991 wieder den Aufstieg in die Divizia B, musste aber nach einer Saison wieder absteigen.
Nach dem Abstieg fand sich der Verein zunächst im Abstiegskampf der Divizia C wieder. Erst die Saison 1994/95 beendete er im Mittelfeld und orientierte sich nach oben. Im Jahr 1997 gelang der Wiederaufstieg, dem erneut der sofortige Abstieg folgte. Die Saison 1998/99 wurde die erfolgreichste der bisherigen Klubgeschichte. Neben dem erneuten Aufstieg in die Divizia B erreichte UMT nach Siegen gegen Astra Ploiești und Național Bukarest das Viertelfinale im rumänischen Pokal, wo der Verein gegen Dinamo Bukarest ausschied.
In der Divizia B konnte sich UMT in der Saison 1999/2000 im Mittelfeld platzieren, ehe dem Verein im Jahr 2001 erstmals der Aufstieg in die erste rumänische Liga, die Divizia A (heute Liga I), gelang. Die Saison 2001/02 beendete der Verein jedoch mit deutlichem Abstand auf dem letzten Platz und musste wieder absteigen. Die Saison 2002/03 geriet zum Desaster. Aufgrund von finanziellen Problemen konnte der Verein zu zwei Spielen nicht antreten und wurde nach dem 12. Spieltag aus der Meisterschaft ausgeschlossen.
Aufgrund der Ereignisse der Vorsaison startete UMT mit der Hypothek des Abzugs von 19 Punkten in die Saison 2003/04 der Divizia C und beendete die Saison nur mit einem Mittelfeldplatz. In den zwei folgenden Spielzeiten schrammte der Verein knapp am Wiederaufstieg vorbei. Nach einem neunten Platz in der Spielzeit 2006/07 musste er im Jahr 2008 aus der mittlerweile in Liga III umbenannten Spielklasse absteigen. Kurze Zeit später löste er sich auf.

## Erfolge
- Aufstieg in die Divizia A: 2001
- Aufstieg in die Divizia B: 1970, 1973, 1991, 1997, 1999
- Viertelfinale im rumänischen Pokal: 1999

## Bekannte Spieler
- Dan Alexa
- Ioan Almășan
- Stelian Anghel
- Ion Dumitru
- Florin Maxim
- Florea Voinea